# Шоан
Шоан (正安) је јапанска ера (ненко) која је настала после Еинин и пре Кенген ере. Временски је трајала од априла 1299. до новембра 1302. године и припадала је Камакура периоду. Владајући цареви били су Го-Фушими и Го-Ниџо.

## Важнији догађаји Шоан ере
- 1301. (Шоан 3, први месец): У петој години владавине цар абдицира и трон наслеђује његов рођак. Нови цар је Го-Ниџо.[3][4]
- 1301. (Шоан 3): Штампан је будистички спис „Гокенхо“.[5]
- 1302. (Шоан 4): Завршена је мандала на храму Еикан-до Зенрин-џи.[6]